# Kostja Ullmann

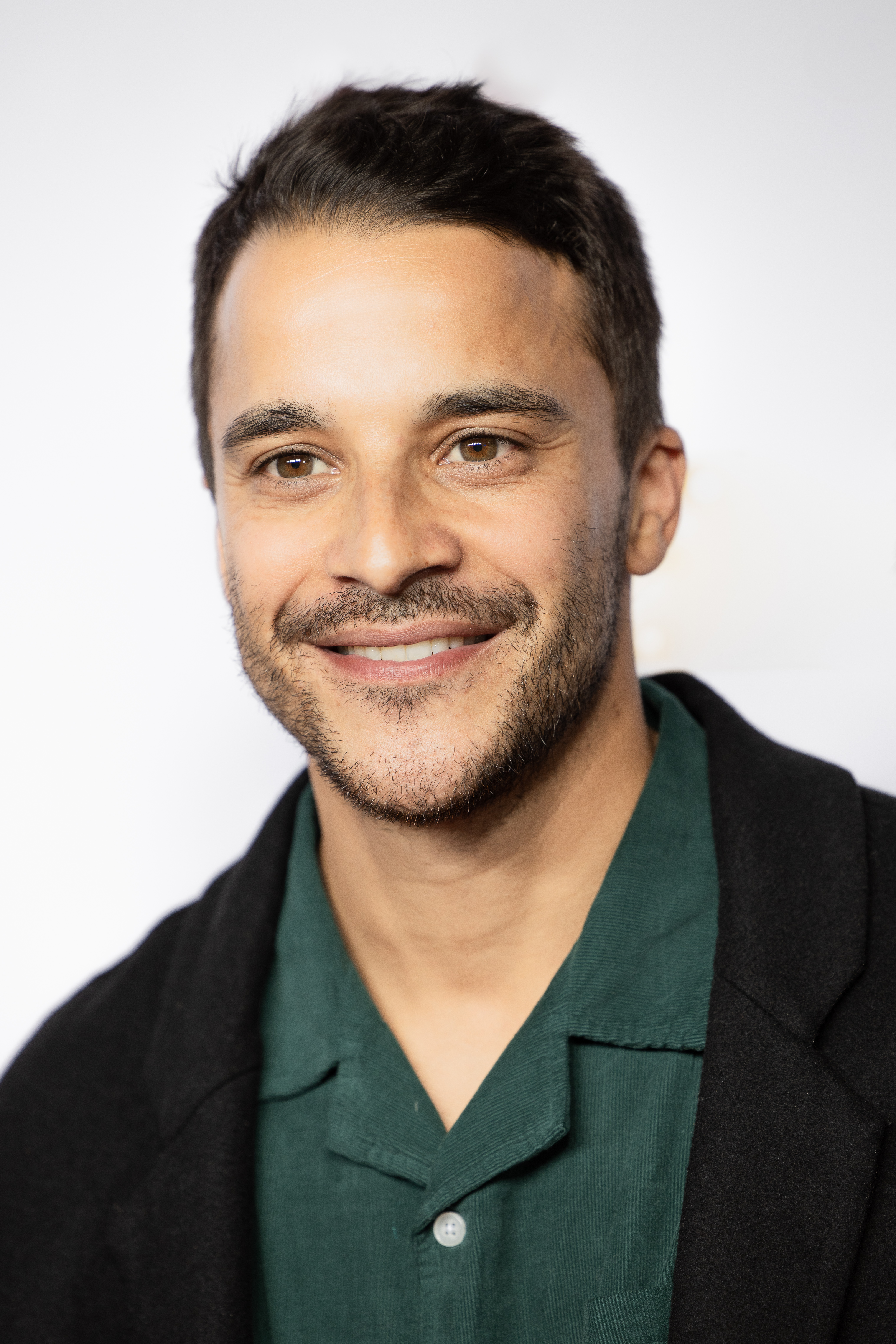
Kostja Ullmann (2020)

Kostja Alexander Ullmann (* 30. Mai 1984 in Hamburg) ist ein deutscher Schauspieler.

## Familie
Kostja Ullmanns Vater ist Schauspieler und leitete seine eigene Schauspieleragentur in Hamburg. Seine in Mumbai geborene Mutter, deren Familie auf Sri Lanka lebt, ist Tänzerin, seine Schwester Shantia Ullmann ebenfalls Schauspielerin.
Er lebt in Hamburg-St. Georg und war ab 2008 mit der Moderatorin und Schauspielerin Janin Ullmann liiert und ab Juli 2016 mit ihr verheiratet. Im Dezember 2018 gab das Paar die Trennung bekannt.

## Werdegang
Bereits im Alter von elf Jahren stand Ullmann auf der Bühne des Ernst-Deutsch-Theaters in Hamburg. 1996 erhielt er eine Rolle in der Fernsehserie Alphateam unter der Regie von Norbert Schulze. Kurz darauf war er in dem Kurzfilm Das Rennen von Oleg Skworzow zu sehen. Nach verschiedenen Auftritten in Serienepisoden erhielt Ullmann 1999 eine durchgehende Rolle in der Serie Zwei Männer am Herd. Nebenbei war er in dem Kurzfilm Strandnähe von Till Endemann und in Albtraum einer Ehe von Johannes Fabrick zu sehen.
2001 stand er für die Fernsehproduktionen Stahlnetz – Das gläserne Paradies, Großstadtrevier und Das Duo – Tod am Strand vor der Kamera. 2002 folgten Serienauftritte bei Stubbe – Von Fall zu Fall: Das vierte Gebot, Familie XXL und SOKO Leipzig. 2003 war er in den Fernsehproduktionen Der Elefant – Mord verjährt nie, Tatort: Alte Rechnungen und Mein Weg zu dir heißt Liebe zu sehen. 2004 stand er für den Kurzfilm Schwarze Erdbeeren vor der Kamera.
2003 brach er den Besuch der Schauspielschule in Hamburg ab, um die Dreharbeiten für den Film Sommersturm beginnen zu können, mit dem er 2004 sein Kinodebüt gab. In dem Film geht es um die Geschichte vom Coming-out eines Jugendlichen und die sich daraus entwickelnde Problematik für die Freundschaft der beiden Protagonisten.
2005 drehte Ullmann Episoden von SOKO Köln und Die Rettungsflieger. Im August stand er für Heimliche Liebe mit Marie Bäumer vor der Kamera. Im September drehte er zusammen mit Maren Kroymann den Kinospielfilm Verfolgt, in dem er einen 16-Jährigen spielt, der eine sadomasochistische Beziehung zu seiner Bewährungshelferin aufbaut. Der unter der Regie von Angelina Maccarone entstandene Film erhielt 2006 im Wettbewerb Cineasti del Presente des 59. Filmfestivals von Locarno den Goldenen Leoparden.

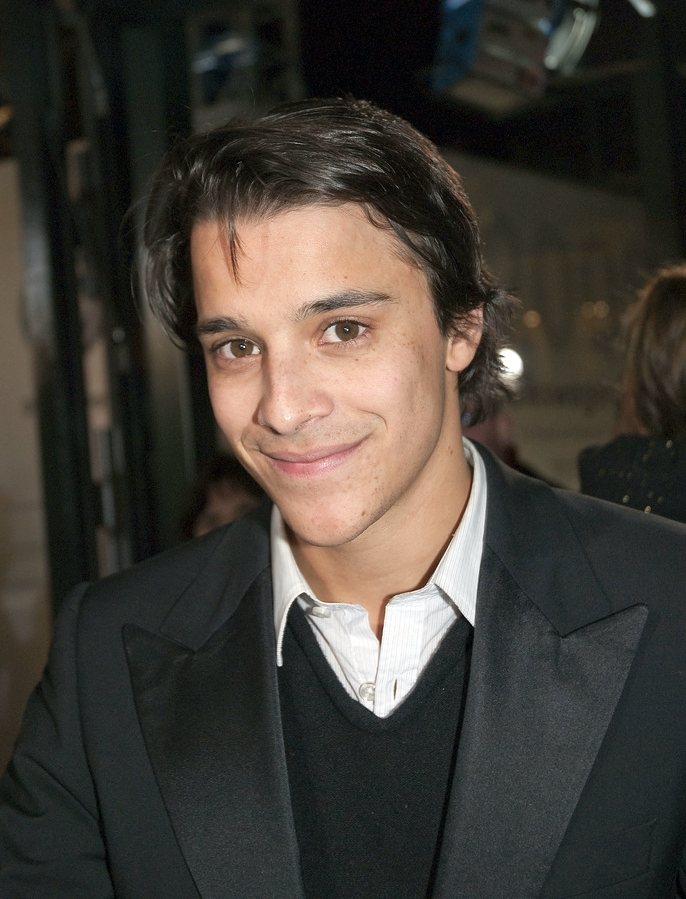
Kostja Ullmann, 2008

2006 drehte er in Wiesbaden zusammen mit Rainer Hunold den ZDF-Krimi Der Staatsanwalt. Im Sommer 2006 stand er für Der geheimnisvolle Schatz von Troja unter der Regie von Dror Zahavi für SAT.1 vor der Kamera. Im September spielte er unter der Regie von Sharon von Wietersheim im ZDF-Drama Die Zeit, die man Leben nennt. 2007 stand er in Berlin neben Heino Ferch und Veronica Ferres für den Fernsehfilm Das Wunder von Berlin vor der Kamera. Im ARD-Drama Der Verlorene Sohn spielte Ullmann 2009 einen jungen Deutschen, der zum Islam konvertiert und unter Terrorismusverdacht steht.
2010 erschien der Film Groupies bleiben nicht zum Frühstück, in dem er die Hauptrolle neben Anna Fischer spielt. Seine Darstellung eines jungen Drogensüchtigen in dem Fernsehfilm Mein eigen Fleisch und Blut (2011) an der Seite von Veronica Ferres brachte ihm eine Bambi-Nominierung ein. 2012 stand er neben Maria Ehrich und Jannis Niewöhner für die Verfilmung von Rubinrot – Liebe geht durch alle Zeiten vor der Kamera und spielte auch in den nachfolgenden Teilen Saphirblau und 2016 Smaragdgrün mit. Mitte August 2013 erschien der von Til Schweiger produzierte Film Großstadtklein, in dem er die Rolle des Ronny spielt. In dem Film Coming In von Regisseur Marco Kreuzpaintner, der im Oktober 2014 in die deutschen Kinos kam, spielte er die Hauptrolle eines schwulen Star-Friseurs, der sich in eine Frau verliebt. 2017 hatte er die Hauptrolle des fast blinden Saliya Kahawatte in Mein Blind Date mit dem Leben.
Im April 2021 hatte er sich mit 51 weiteren Schauspielern an #allesdichtmachen beteiligt, sich nach aufkommender Kritik jedoch davon distanziert und seinen Videobeitrag zurückgezogen.

## Auszeichnungen
- 2006: Günter-Strack-Fernsehpreis für Heimliche Liebe[12]
- 2007: New Faces Award für Verfolgt (Bester Nachwuchsschauspieler)[13]
- 2007: GQ Award (Shooting Star/Mann des Jahres)[14]
- 2008: Goldene Feder für „seine schon in jungen Jahren beeindruckenden schauspielerischen Leistungen“[15]
- 2008: Audi Generation Award (Medien)[16]

## Filmografie

### Kino
- 1996: Das Rennen (Kurzfilm)
- 1999: Strandnähe (Kurzfilm)
- 2004: Sommersturm
- 2004: Schwarze Erdbeeren (Kurzfilm)
- 2005: Game Over (Kurzfilm)
- 2006: Verfolgt
- 2006: Ode an die Freude (Baruto no gakuen)
- 2007: Stellungswechsel
- 2008: Die Zeit, die man Leben nennt
- 2008: Die Wilden Hühner und das Leben
- 2009: Warten auf Angelina
- 2010: Groupies bleiben nicht zum Frühstück
- 2012: Schutzengel
- 2012: Die Tore der Welt (World Without End)
- 2013: Die Croods (Synchronstimme)
- 2013: Quellen des Lebens
- 2013: Rubinrot
- 2013: Großstadtklein
- 2014: Saphirblau
- 2014: A Most Wanted Man
- 2014: Coming In
- 2015: 3 Türken und ein Baby
- 2015: Sam o cool als Sam o cool (Synchronstimme)
- 2016: Bibi & Tina: Mädchen gegen Jungs
- 2016: Smaragdgrün
- 2017: Mein Blind Date mit dem Leben
- 2017: Happy Burnout
- 2018: Wuff – Folge dem Hund
- 2020: Wir können nicht anders
- 2022: Die Geschichte der Menschheit – leicht gekürzt
- 2022: Lucy ist jetzt Gangster
- 2023: Paradise
- 2024: Im Rosengarten

### Fernsehen
- 1999: König auf Mallorca
- 1999: Zwei Männer am Herd
- 2000: Albtraum einer Ehe
- 2001: Stahlnetz: Das gläserne Paradies
- 2002: Familie XXL
- 2002: Stubbe – Von Fall zu Fall: Das vierte Gebot
- 2004: Tatort: Verraten und verkauft
- 2004: Mein Weg zu dir heißt Liebe
- 2004: Klassenfahrt – Geknutscht wird immer
- 2005: Heimliche Liebe – Der Schüler und die Postbotin
- 2005: Die Rettungsflieger – Herzflattern
- 2006: Der geheimnisvolle Schatz von Troja
- 2007: Der Staatsanwalt – Glückskinder
- 2008: Das Wunder von Berlin
- 2008: Das tapfere Schneiderlein
- 2008: Die Zeit, die man Leben nennt
- 2009: Der verlorene Sohn
- 2009: Tatort: Familienaufstellung
- 2010: Amigo – Bei Ankunft Tod
- 2011: Mein eigen Fleisch und Blut
- 2011: Donna Leon – Das Mädchen seiner Träume
- 2011: Schloss Einstein (Folge 688)
- 2012: Heiraten ist auch keine Lösung
- 2012: Die Tote ohne Alibi
- 2012: Die Tore der Welt
- 2013: Tatort: Schwarzer Afghane
- 2014: Junges Deutschland
- 2015: Heiraten ist nichts für Feiglinge
- 2017: Lotta & der Ernst des Lebens
- 2017: Kilimandscharo – Reise ins Leben
- 2018: Beat
- 2018: Bella Germania
- 2019: Tatort: Wo ist nur mein Schatz geblieben?
- 2019: Auf einmal war es Liebe
- 2020: Aus dem Tagebuch eines Uber-Fahrers
- 2021: Meeresleuchten
- 2021: Die Heimsuchung
- 2021: Westwall (Fernsehserie)
- 2022: Das weiße Schweigen (Fernsehfilm)
- 2024: Where’s Wanda? (Fernsehserie)

### Gastauftritte
- 1998/1999: Alphateam – Die Lebensretter im OP, Folgen 2.24 und 4.14
- 1999: Die Pfefferkörner, Folge 4: Die Schimmelprinzessin
- 2001: Das Duo – Tod am Strand, Folge 1.2
- 2002: Großstadtrevier, Folge 12.19 Rosenkrieger
- 2002: Stubbe – Von Fall zu Fall, Folge 1.21 Das vierte Gebot
- 2003: Der Elefant – Mord verjährt nie, Folge 1.4 Das Wunder von Braunsfeld
- 2004: Wolffs Revier, Folge 13.12 Spätfolgen
- 2005: Die Rettungsflieger, Folge 10.5 Herzflattern
- 2005: SOKO Köln, Folge 3.4 Der Heckenschütze
- 2011: Schloss Einstein, Folge 688
- 2019: Joko & Klaas gegen ProSieben, Folge 15

### Weiteres
Hörspiele
- 2010: Tom Sawyer & Huckleberry Finn, 4-CD Hörspiel von Der Hörverlag. ISBN 978-3-86717-520-3 (Sprecher des Tom Sawyer)
- 2012: Wir beide, irgendwann. 5-CD Hörspiel von Der Hörverlag. (Sprecher von Josh)
- 2018: Die drei ??? (192): Im Bann des Drachen. (Sprecher von Zuko)

Hörbücher
- 2018: Billionen-Boy von David Walliams, Argon Sauerländer audio, ISBN 978-3-8398-4166-2

Musikvideos
- 2015: Welt hinter Glas (von Max Mutzke)